# Norrholmen, Borgå
Norrholmen är en ö i Finland. Den ligger i Finska viken och i kommunen Borgå i landskapet Nyland, i den södra delen av landet. Ön ligger omkring 41 kilometer öster om Helsingfors.
Öns area är 2,4 hektar och dess största längd är 310 meter i nord-sydlig riktning.